# 河北 (廣州)

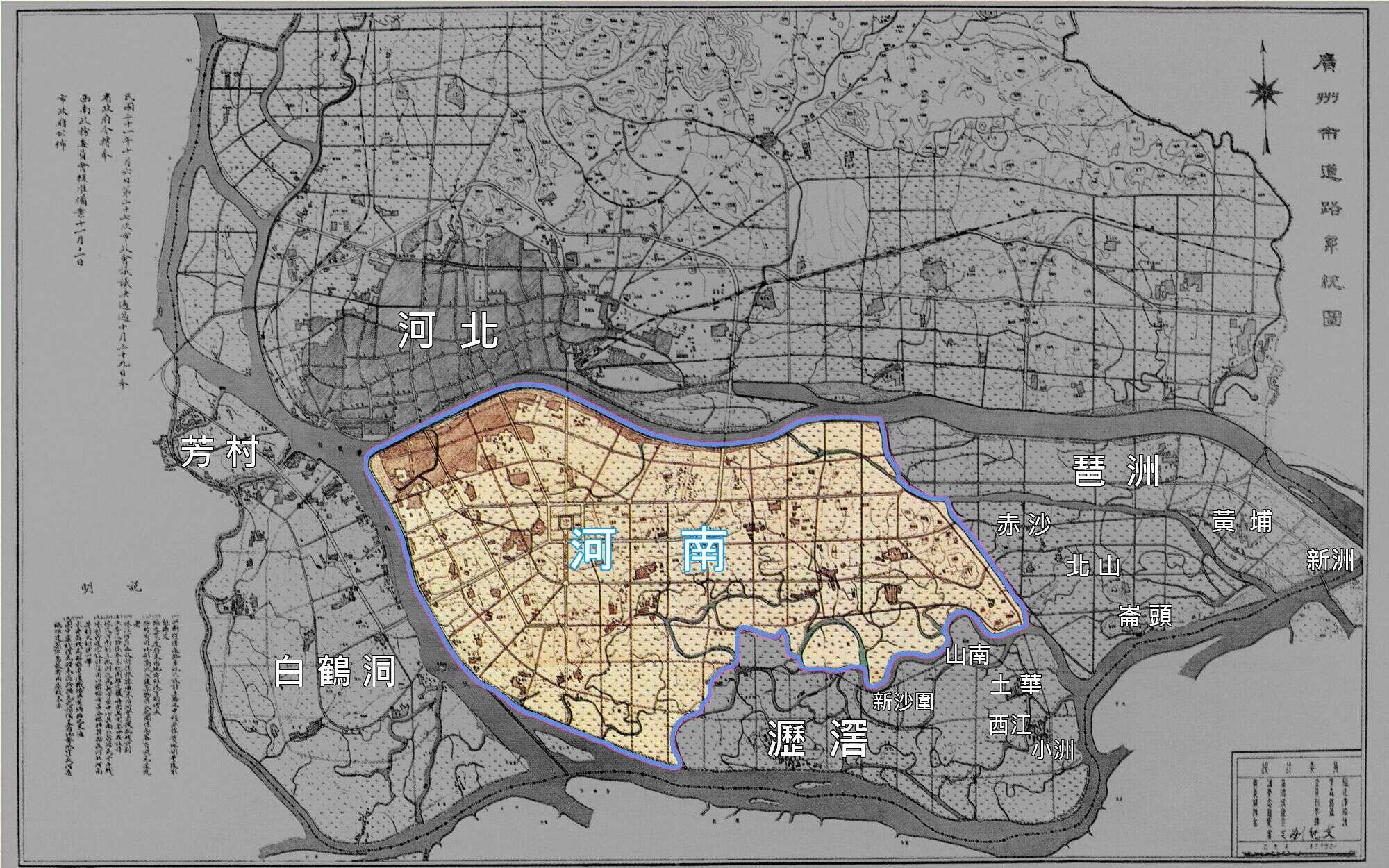
民國廣州的規劃地圖，其中标识了“河北”的范围

河北，是廣州人對廣東廣州市的珠江以北，即當時的越秀、東山、荔灣等區的泛稱，河北隔江南望正是河南海珠區。正由於河北為政治、文化、商業地段，人財旺盛，反觀當時海珠區仍是漁村、農田，甚至亂葬崗。

## 俗语
- 西关小姐，东山少爷，河南地痞（粵語）
- 宁要河北一张床、唔要河南一间房  （粵語）